# Убежища Древнего Востока
Убежища Древнего Востока — святилища, считавшиеся неприкосновенными в рамках сакрального права и потому дававшие убежище для людей, включая преступников и беглых рабов, от преследования и расправы.

## Древний Израиль и Иудея
Древнейшие обстоятельные постановления об убежищах находятся в Моисеевом праве. Целью их было провести практическое различие между умышленным и невольным убийством; невольный убийца находил безопасность у алтаря; умышленный и оттуда должен был быть взят для казни и кровной мести (Исх. 21:13; 3Цар. 3:28—31). Централизация культа обусловила вместо многих алтарей устройство шести городов убежищ (miklat, φυγαδευτήρια), приписанных к колену Левия:
- трёх в Ханаане;
- трёх по другую сторону Иордана.

Каждый раз судебным порядком надлежало установить, имел ли право тот или другой убийца искать в них убежище; умышленный выдавался родственникам убитого; последние могли убить и невольного, если он раньше срока (смерти современного убийству первосвященника) покидал город-убежище (Чис. 34).
Алтарь иерусалимского храма, конечно, также был убежищем: искавший защиты хватался за «рога жертвенника» (3Цар. 1:50, 51); отсюда выражение «рог спасения» (2Цар. 22:3; Пс. 17:3).

## Финикия
Существование «рогов» на жертвенниках финикийских храмов, насколько можно судить, например, по изображению на монетах города Библа, даёт некоторое основание заключать, что и финикиянам было известно право убежища.

## Древний Египет
Для Египта указание даёт только Геродот (II, 113), говоря о храме Геракла у Канопского устья Нила, куда могли укрываться беглые рабы с условием положить на себя храмовый штемпель.